# Favalello
Favalello est une commune française située dans la circonscription départementale de la Haute-Corse et le territoire de la collectivité de Corse. Elle appartient à l'ancienne piève de Bozio.

## Géographie

### Situation
Favalello se situe dans l'ancienne piève de Bozio, en marge au sud-ouest de la Castagniccia. Elle est adhérente au parc naturel régional de Corse, dans son « territoire de vie » appelé Centre Corse.

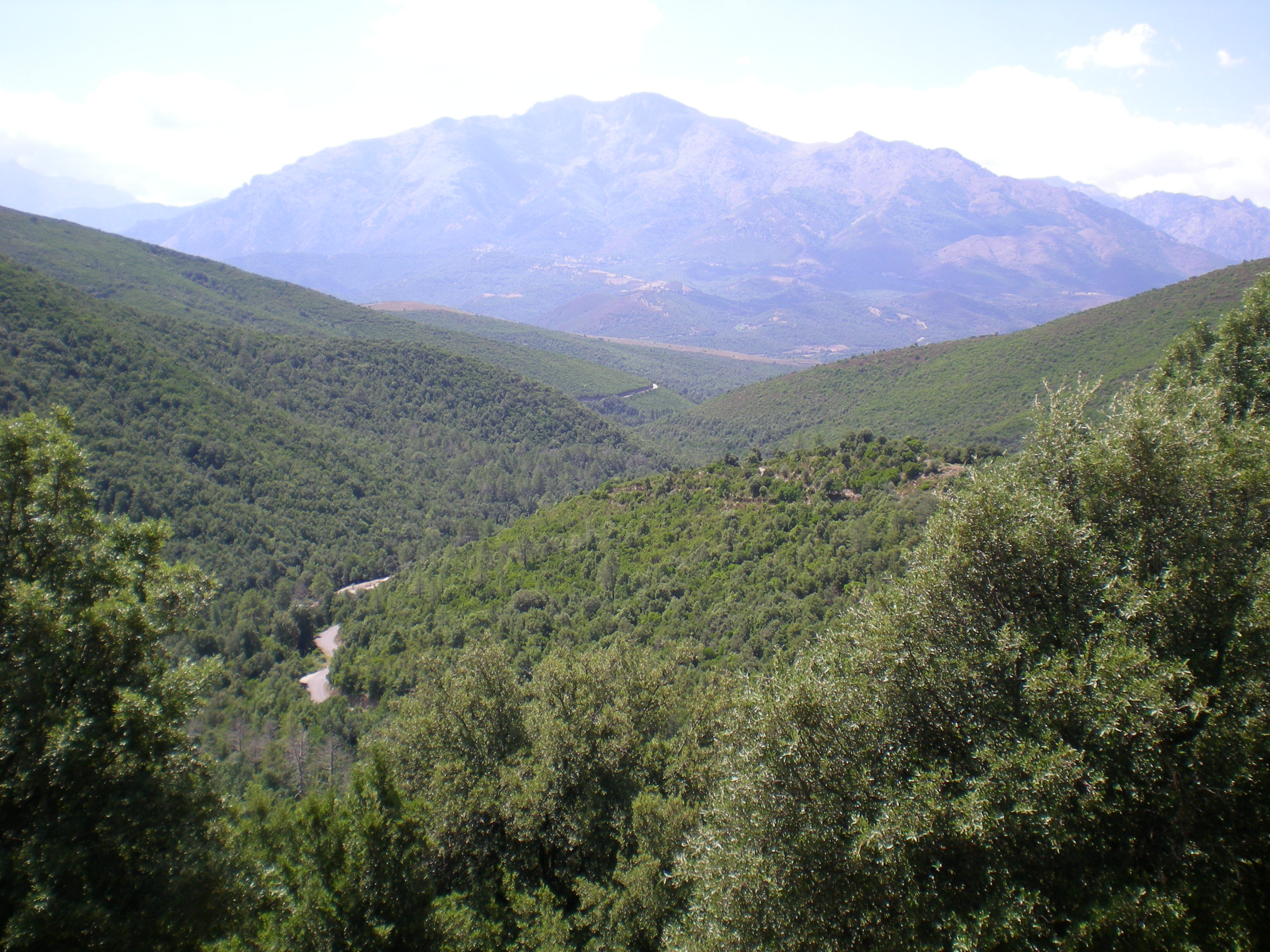
Vue du Monte Cardo depuis Favalello.

Communes limitrophes

### Géologie et relief
La commune est située dans le « Deçà des Monts » (en corse Cismonte) ou « Corse schisteuse » au nord-est de l'île, en limite de la zone dépressionnaire centrale de Corte, l'une des  dépressions centrales s'étendant de L'Île-Rousse à Solenzara, entre le « Delà des Monts » et le « Deçà des Monts ».
La petite commune de Favalello, d'une superficie de 5,56 km2, occupe la moitié basse du vallon du ruisseau de Zincajo, affluent rive gauche du Tavignano.

### Hydrographie
Le principal cours d'eau est le ruisseau de Zincajo (ou rivière de L'Ore en amont). Il conflue avec le Tavignano sur la commune de Poggio-di-Venaco.
Au cours de sa traversée, le Zincajo reçoit les eaux de plusieurs affluents dont le ruisseau de Pasquale (rg), le ruisseau de Canneto (rg), le ruisseau de Buena Notte (rg) et le ruisseau de Castellare (rd).

### Voies de communication et transports

#### Accès routiers
Commune située au cœur du Bozio, dans la vallée du Tavignano qu'elle avoisine, Favalello est traversée latéralement par la route D 39, principal axe routier qui la relie :
- à l'ouest, à la route territoriale 50 - axe reliant Corte à Aléria ;
- à l'est, à la route territoriale 20 au pont du Golo (Prato-di-Giovellina), via Alando, Bustanico, Cambia, San-Lorenzo et la vallée de la Casaluna.

De Féo démarre la D41 qui mène vers le nord, en direction du Mercurio, Castellare-di-Mercurio et Santa-Lucia-di-Mercurio, de Sermano et plus du nord.
De Pinello démarre vers le sud, la D 14 menant au village d'Erbajolo.

#### Transports
Le village de Favalello est distant, par route, de :
- 15 km de la gare de Corte, qui est la gare la plus proche, et de 22 km de la gare de Venaco ;
- 67 km de l'aéroport de Bastia Poretta, aéroport le plus proche ;
- 78 km du port de commerce de L'Île-Rousse, et à 82 km du port de commerce de Bastia.

## Urbanisme

### Typologie
Au 1er janvier 2024, Favalello est catégorisée commune rurale à habitat très dispersé, selon la nouvelle grille communale de densité à sept niveaux définie par l'Insee en 2022.
Elle est située hors unité urbaine. Par ailleurs la commune fait partie de l'aire d'attraction de Corte, dont elle est une commune de la couronne,. Cette aire, qui regroupe 34 communes, est catégorisée dans les aires de moins de 50 000 habitants,.

### Occupation des sols
L'occupation des sols de la commune, telle qu'elle ressort de la base de données européenne d’occupation biophysique des sols Corine Land Cover (CLC), est marquée par l'importance des forêts et milieux semi-naturels (94,2 % en 2018), une proportion identique à celle de 1990 (94,3 %). La répartition détaillée en 2018 est la suivante : 
milieux à végétation arbustive et/ou herbacée (69 %), forêts (20,6 %), zones agricoles hétérogènes (5,9 %), espaces ouverts, sans ou avec peu de végétation (4,6 %). L'évolution de l’occupation des sols de la commune et de ses infrastructures peut être observée sur les différentes représentations cartographiques du territoire : la carte de Cassini (XVIIIe siècle), la carte d'état-major (1820-1866) et les cartes ou photos aériennes de l'IGN pour la période actuelle (1950 à aujourd'hui).

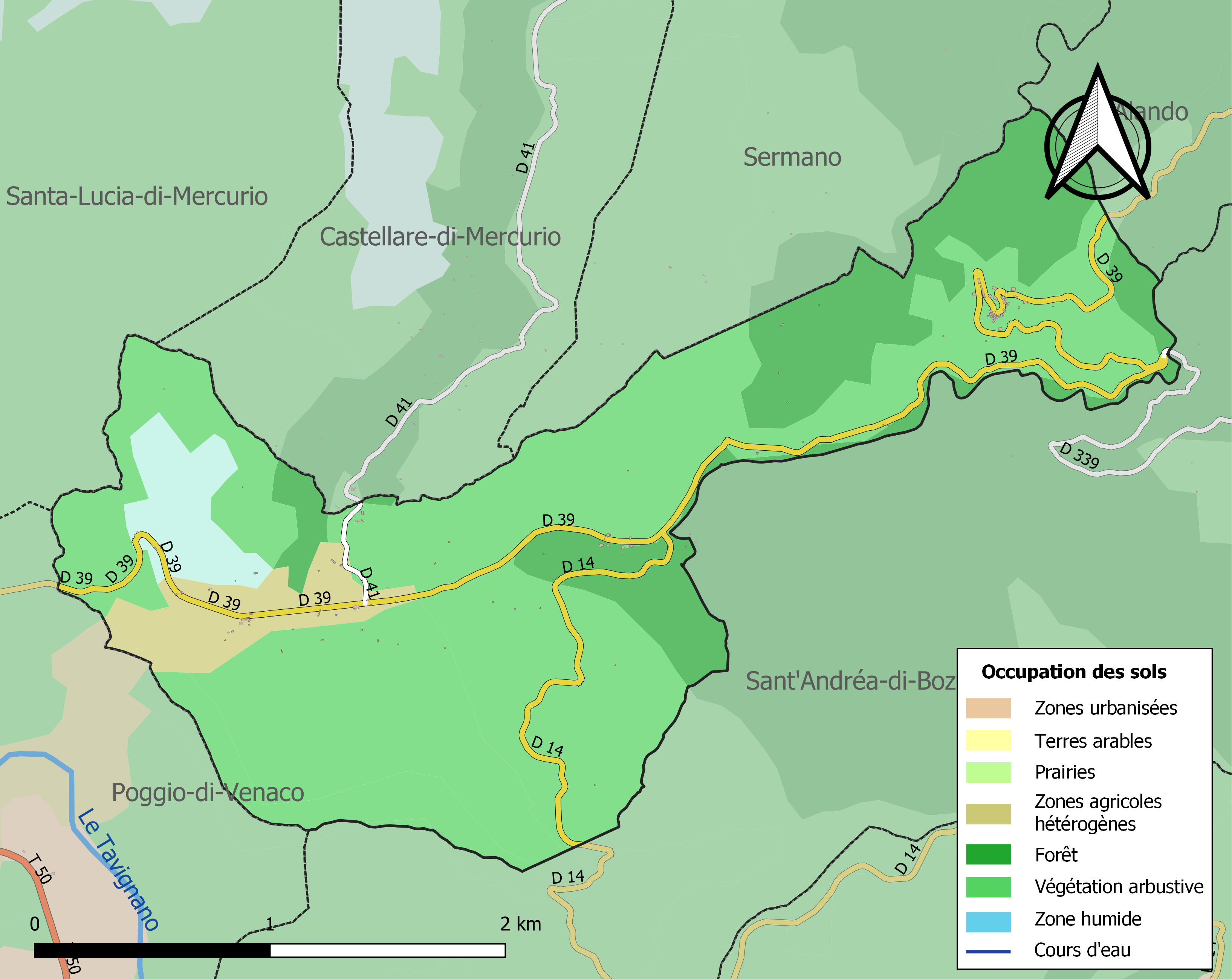
Carte des infrastructures et de l'occupation des sols de la commune en 2018 (CLC).

### Favalello
Les premières maisons d'habitation semblent avoir été construites au village de Favalello, à une altitude moyenne de 540 m. D'autres maisons ont été construites plus tard, dans le vallon de Zincajo, le long de la route aujourd'hui nommée D 39 :

### Pinello
Pinello, situé à 360 m d'altitude, est un hameau à l'ouest du village, proche de la jonction D 39/D 14, et 

### Féo
Féo, 345 m d'altitude, est le hameau le plus à l'ouest de la vallée, autour de la jonction de la D 39 avec la D 41.

## Toponymie
Le nom en corse de la commune est U Favalellu, issu du corse favale “champ de fèves” avec juxtaposition du suffixe diminutif -ellu. Il peut donc se traduire par “le petit champ de fèves”.

## Histoire

### Moyen Âge
Au XIe siècle, le territoire était sous la domination des Cortinchi, dans la Terra dei signori. Giovanni della Grossa raconte que le seigneur Guglielmo Cortinco de Pietra all'Aretta, eut à soutenir des luttes contre plusieurs familles de  gentilshommes de cette Terra ; « c'étaient celles de Tralonca, à Talcini, celles de Sermano, de la Rebbia, et d'Alando di Bozio. De la famille d'Alando sortirent les gentilshommes de Favalello, [...] Chacune de ces familles de gentilshommes s'était construit un château et obligeait les populations voisines à lui obéir. ».
Si cette rébellion se soutint assez longtemps on pourrait admettre que Favalellu fut fondé par les gentishommes de Favalello, eux-mêmes descendants d'Alando qui combattirent les Cortinchi.
Vers la fin de sa vie, Guglielmo Cortinco de Pietra all'Aretta alla habiter à Ampugnani où il se fit seigneur, et construisit un château à Lumito.

### Temps modernes
Au début du XVIe siècle, vers 1520, la pieve de Bozio comptait environ 2 000 habitants. Les lieux habités étaient : la Rebia, Arbitro, lo Pè de la Corte, la Casella, li Alzi, Arando, lo Pogio, Bostanico, Cormano, lo Castello, lo Favalello.
Au début du XVIIIe siècle, Favalello se trouvait dans la pieve de Bozio, l'une des huit pievi (Talcini, Venaco, Castello, Bozio, Giovellina, Vallerustie, Niolo et Rogna) de la province et juridiction de Corte qui comptait alors 14 470 habitants. Bozio relevait de l'évêché d'Aléria.
La pieve de Bozio était composée de : « Favalello 72. Sermano 149. Castirla 179. Allando 159. Rebbia 189. Casanova, e Castello 164. Alzi 82. Pie di Corte 168. Bustanico 199. Arbitro 89 ».
- 1768 - L'île passe sous administration militaire française. L'ensemble Mercurio et Bozio prend le nom de pieve de Mercurio.
- 1789 - La Corse appartient au royaume de France. Survient la Révolution française qui supprime les juridictions royales. La Constituante divise la France en 83 départements.
- 1790 - Le département de Corse est créé avec Bastia pour préfecture.
- 1791 - Corte devient chef-lieu du département ; le siège de l’évêché est fixé à Ajaccio.
- 1793 - An II. la Convention divise l'île en deux départements : El Golo (l'actuelle Haute-Corse) et Liamone (l'actuelle Corse-du-Sud) sont créés. La commune qui porte le nom de Favalello, dans le canton de Mercurio, se trouve dans le district de Corte, dans le département d'El Golo[9].
- 1801 - Sous le Consulat[Note 3], au Bulletin des Lois, la commune de Favalello, dans le canton de Mercurio, passe dans l'arrondissement de Corte, dans le département d'El Golo.
- 1811 - Les départements d'El Golo et du Liamone sont fusionnés pour former le département de Corse[9].
- 1828 - Favalello passe dans le canton de Sermano[9].

### Époque contemporaine

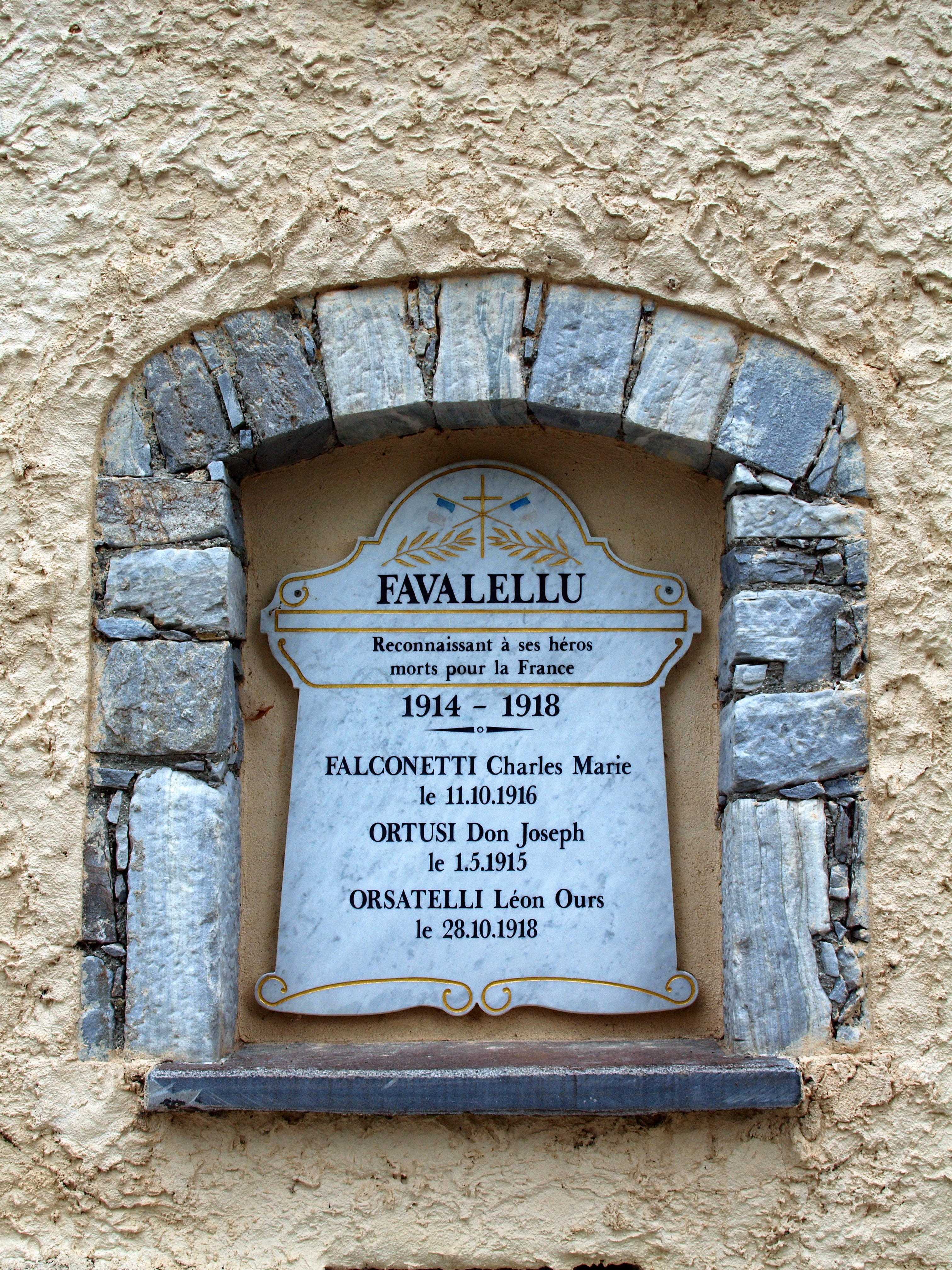
Plaque commémorative Guerre 1914-1918.

- 1954 - Le canton de Sermano comprend les communes d'Alando, Alzi, Bustanico, Castellare di Mercurio, Favalello, Mazzola, Saint-André de Bozio, Santa Lucia di Mercurio, Sermano et Tralonca.
- 1973 - Favalello se retrouve dans le canton de Bustanico, chef-lieu Sermano, nouvellement créé, avec la fusion imposée des anciens cantons de Piedicorti di Caggio, San Lurenzu et Sermanu.
- 1975 - La Corse est à nouveau divisée en deux départements, Haute-Corse (dont fait partie Favalello) et Corse-du-Sud.

## Politique et administration

### Liste des maires
| Période                                  | Période  | Identité          | Étiquette | Qualité |
| ---------------------------------------- | -------- | ----------------- | --------- | ------- |
| Les données manquantes sont à compléter. |          |                   |           |         |
| mars 2001                                | 2014     | Pierre Ciattoni   |           |         |
| mars 2014                                | 2020     | Philippe Ciattoni | DVD       |         |
| 2020                                     | En cours | Lucie Albertini   |           |         |

## Population et société

### Démographie
L'évolution du nombre d'habitants est connue à travers les recensements de la population effectués dans la commune depuis 1800. Pour les communes de moins de 10 000 habitants, une enquête de recensement portant sur toute la population est réalisée tous les cinq ans, les populations de référence des années intermédiaires étant quant à elles estimées par interpolation ou extrapolation. Pour la commune, le premier recensement exhaustif entrant dans le cadre du nouveau dispositif a été réalisé en 2005.

En 2022, la commune comptait 68 habitants, en évolution de −8,11 % par rapport à 2016 (Haute-Corse : +5,15 %, France hors Mayotte : +2,11 %).
| 1800 | 1806 | 1821 | 1831 | 1836 | 1841 | 1846 | 1851 | 1856 |
| ---- | ---- | ---- | ---- | ---- | ---- | ---- | ---- | ---- |
| 72   | 66   | 74   | 66   | 70   | 109  | 107  | 104  | 96   |

| 1861 | 1866 | 1872 | 1876 | 1881 | 1886 | 1891 | 1896 | 1901 |
| ---- | ---- | ---- | ---- | ---- | ---- | ---- | ---- | ---- |
| 90   | 69   | 61   | 79   | 73   | 84   | 72   | 87   | 81   |

| 1906 | 1911 | 1921 | 1926 | 1931 | 1936 | 1946 | 1954 | 1962 |
| ---- | ---- | ---- | ---- | ---- | ---- | ---- | ---- | ---- |
| 88   | 89   | 58   | 61   | 60   | 75   | 58   | 41   | 19   |

| 1968 | 1975 | 1982 | 1990 | 1999 | 2005 | 2006 | 2010 | 2015 |
| ---- | ---- | ---- | ---- | ---- | ---- | ---- | ---- | ---- |
| 20   | 21   | 27   | 33   | 47   | 42   | 40   | 53   | 74   |

| 2020 | 2022 | - | - | - | - | - | - | - |
| ---- | ---- | - | - | - | - | - | - | - |
| 67   | 68   | - | - | - | - | - | - | - |

## Culture locale et patrimoine

### Lieux et monuments
- Monument aux morts, sur la façade latérale de l'église située place du village.

#### Chapelle Santa Maria Assunta

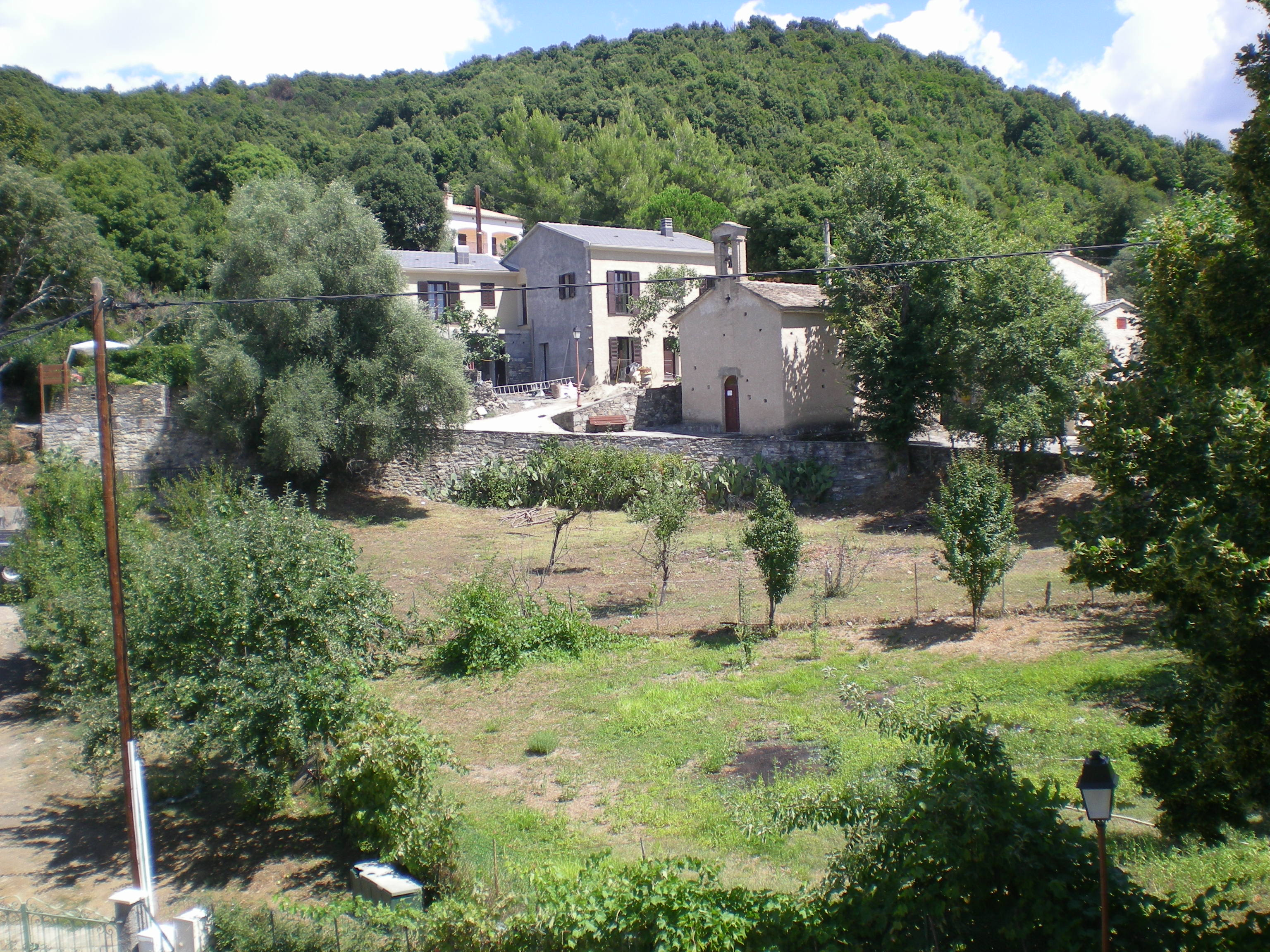
Église Santa Maria Assunta.

Cette ancienne église romane du Xe siècle, XVe siècle, remaniée aux XVIIe et XVIIIe siècles avec un clocher-mur et une chapelle latérale intérieure, est un édifice de plan rectangulaire au chevet semi-circulaire, orientée sur un axe est/ouest, l'abside à l'est, la façade principale avec son portail à l'ouest. Ses façades sobres et austères, sont crépies. Seul un linteau orné de motifs sculptés, orne le portail. Elle présente une petite ouverture en forme de croix grecque percée dans la partie supérieure de la façade occidentale.
La chapelle est classée Monument historique.
L'abside, surmontée d'une voûte quart de sphérique dite en « cul-de-four », est ornée de fresques du XVe siècle, classées au titre des Monuments historiques. Les détails suivants figurent sur la fiche les concernant : « Au premier registre, et à l'intérieur de cadres architecturaux, se trouvent les douze apôtres dont les noms sont inscrits sur la bande qui délimite ce registre. Au deuxième apparaît un Christ en majesté entouré du tétramorphe. Sur l'arc triomphal est représentée l'Annonciation dont seul subsiste l'archange Gabriel. Au registre inférieur figure saint Bernardin, ancien patron de l'église. Le mur nord conserve un détail d'une scène de la Passion avec la représentation de soldats romains ».
Le petit édifice recèle une croix de procession en cuivre gravé et bois, datant des XVe et XVIe siècles, également classée.

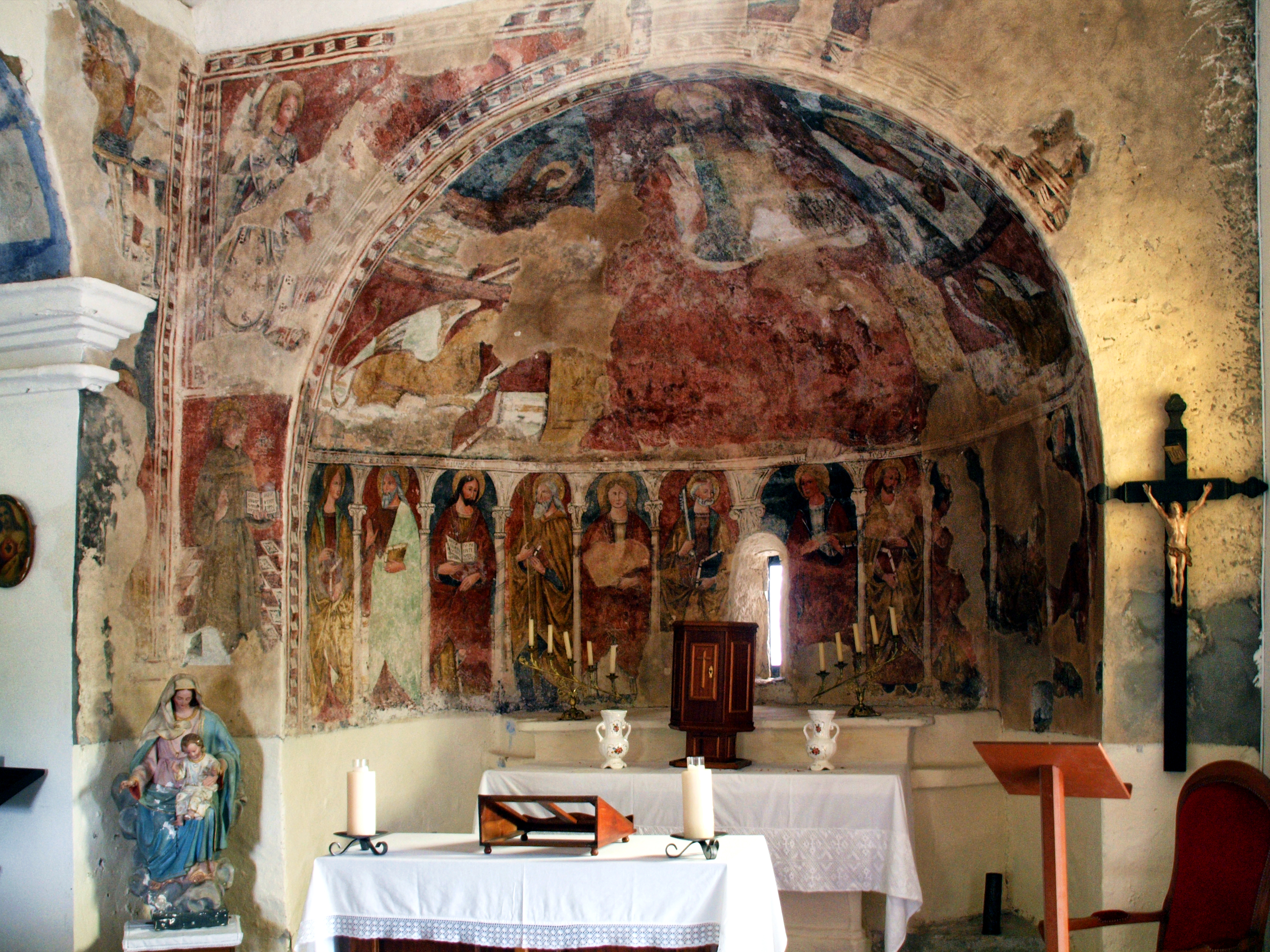
Intérieur de l'abside.
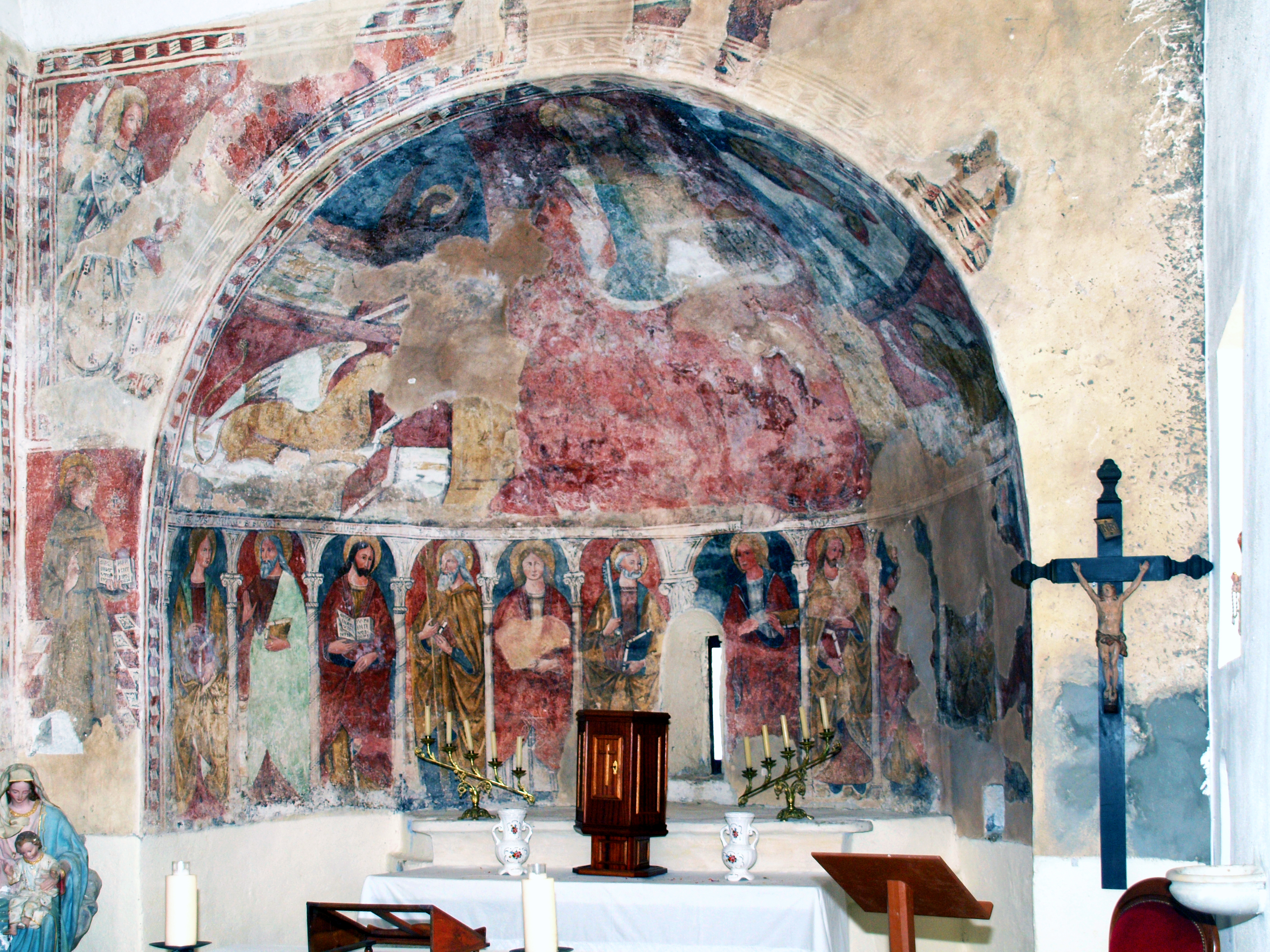
Fresques classées.
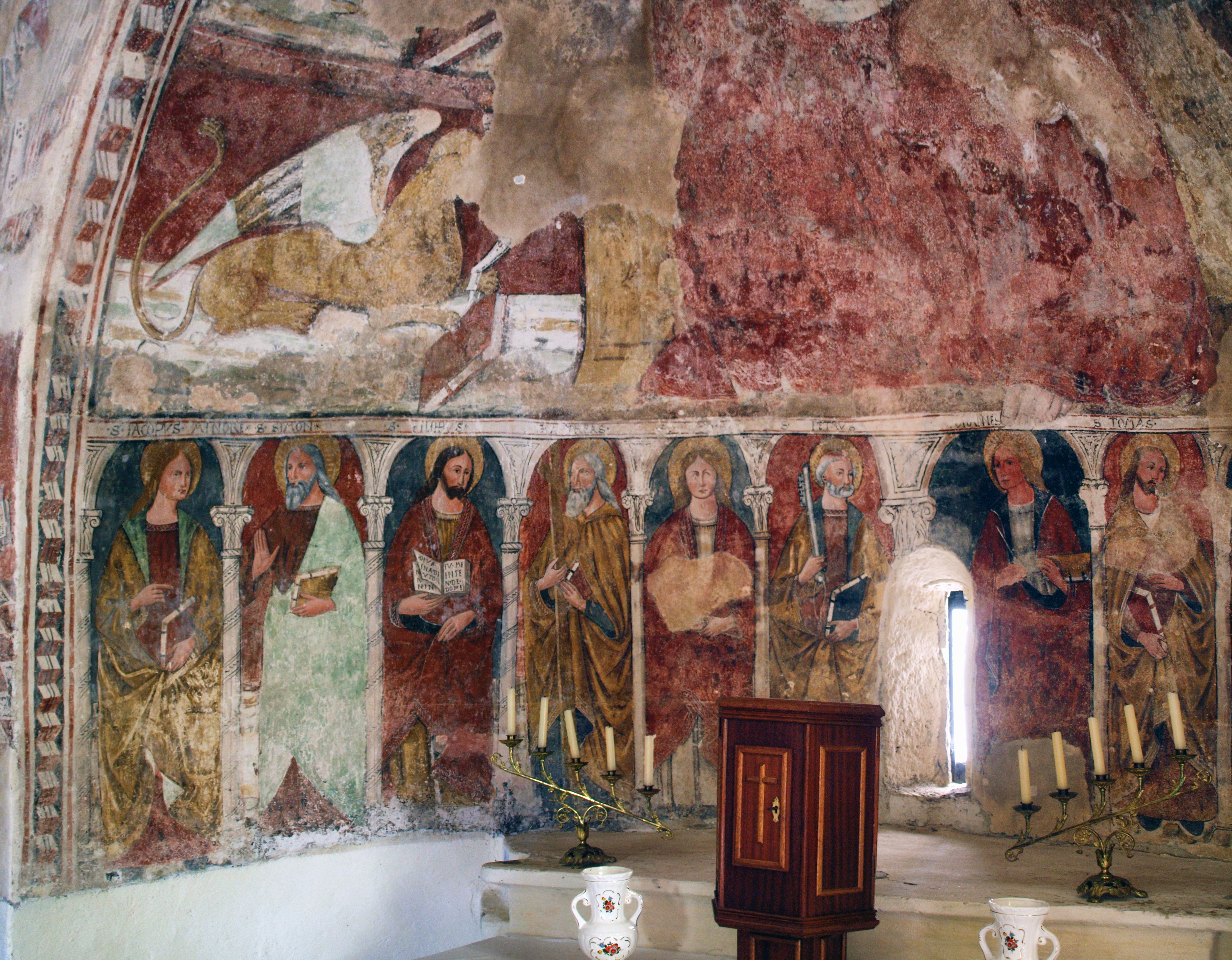
Détail des registres.
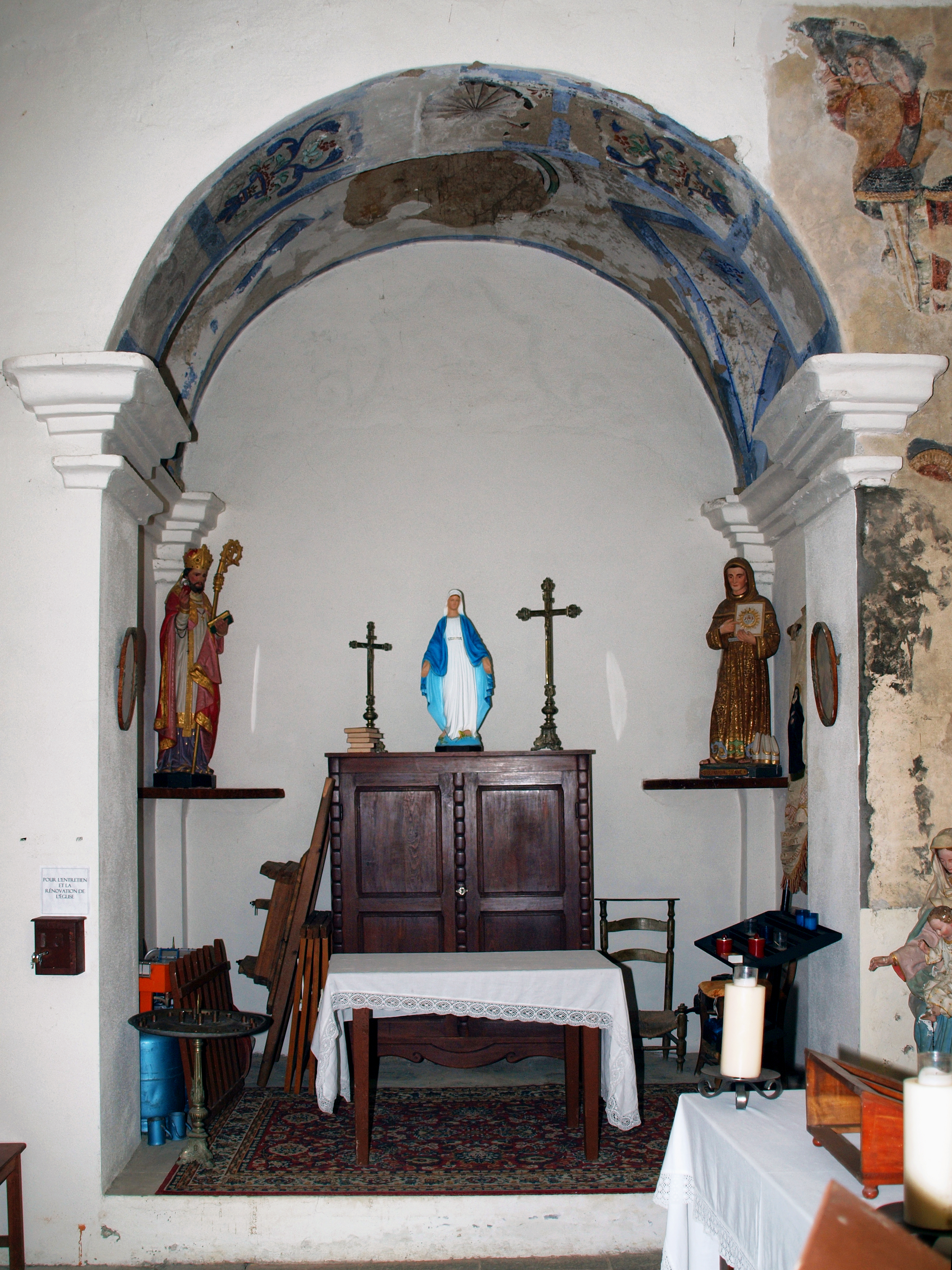
Chapelle latérale.
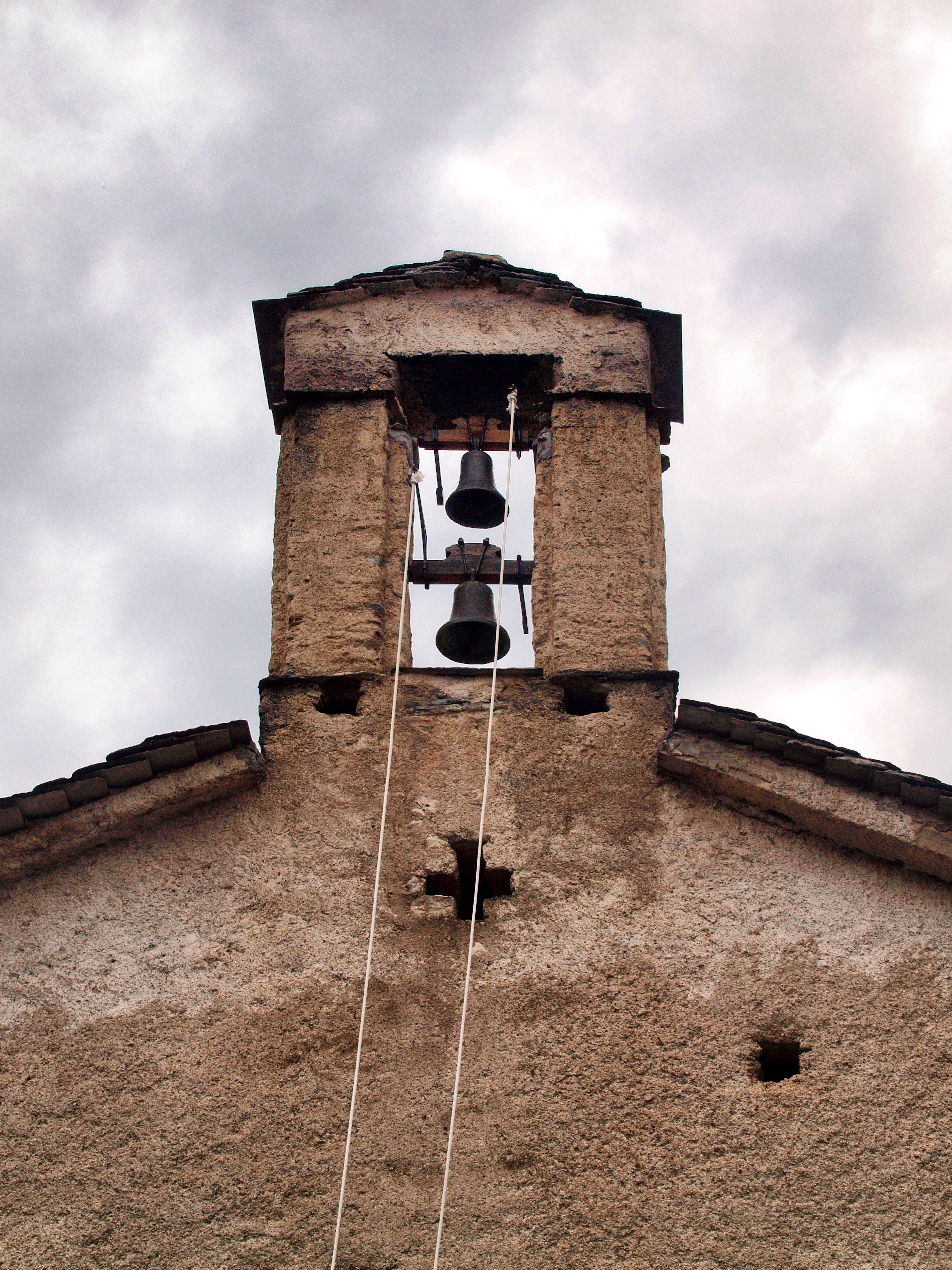
Clocher-mur.
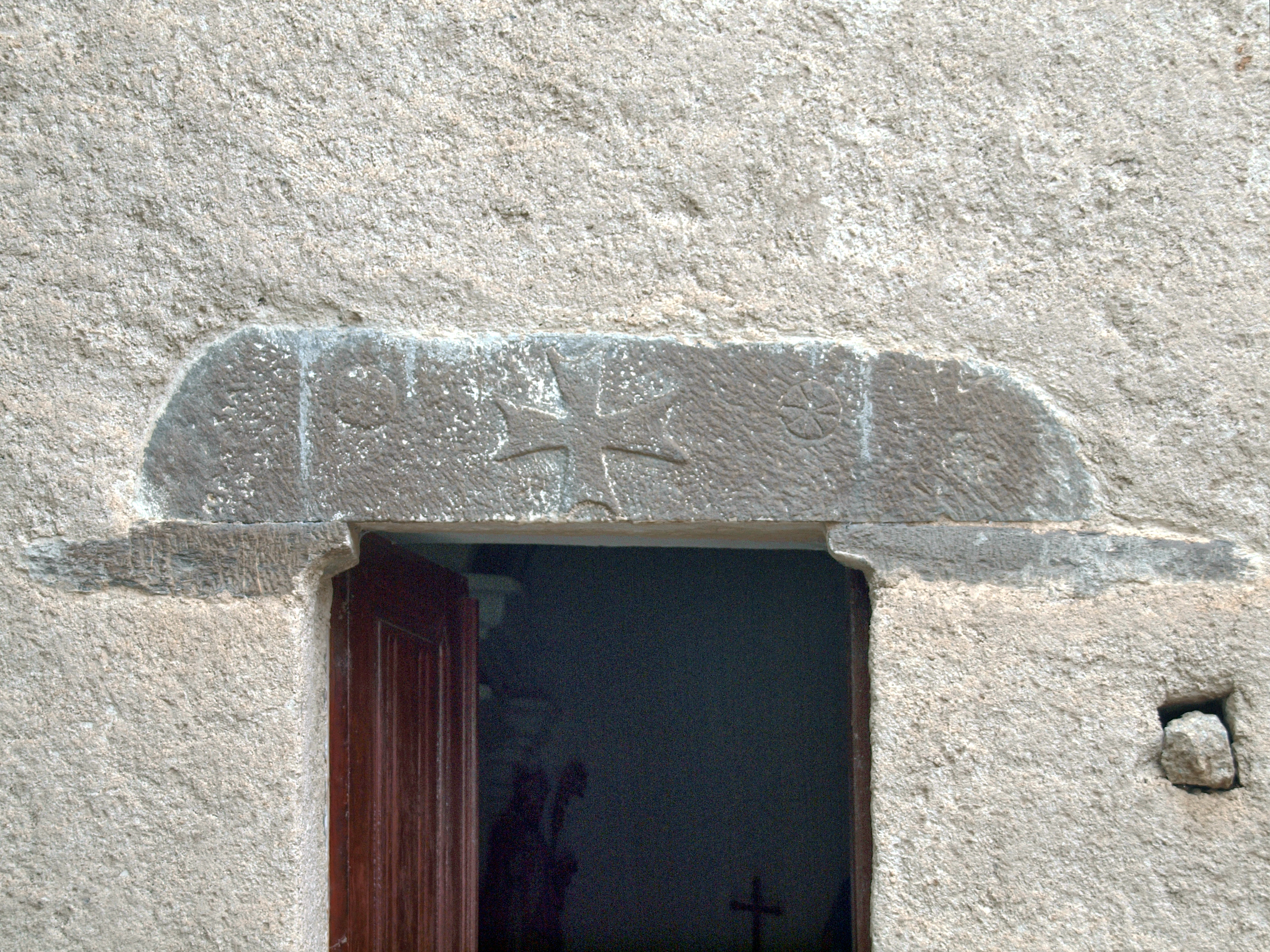
Linteau sculpté.

- Chapelle Saint-François, ruinée, située à l'O-SO du village, accessible par un sentier.

### Patrimoine naturel

#### Parc naturel régional
Favalello est une commune adhérente au parc naturel régional de Corse, dans son « territoire de vie » appelé Centre Corse.

### Personnalités liées à la commune
Jean-Claude Acquaviva. Le hameau de Féo (Feu en corse), dépendant du village de Favalello, est le lieu de résidence du chanteur, membre du groupe de chant corse A Filetta.